# 安德斯·安德松 (射击运动员)
安德斯·安德松（瑞典語：Anders Andersson，1875年11月2日—1945年3月6日），瑞典男子射击运动员。他曾代表瑞典参加1920年夏季奥林匹克运动会射击比赛，获得男子团体50米手枪银牌。